# ДПС – Ново начало
Движение за права и свободи – Ново начало, известна и като ДПС – Пеевски е българска политическа коалиция, създадена след разцепление на партията през 2024 г. Това се оспорва от ДПС – Доган. Коалицията е създадена в отговор на противоречивото отстраняване на Делян Пеевски от ДПС.

## История
На 27 август 2024 г. централният съвет на ДПС отстранява Делян Пеевски като председател на партията, а седем близки до Пеевски депутати са изключени от партията. Тези действия са свързани с Ахмед Доган, почетен председател на партията. Пеевски нарича този ход противоконституционен и получава контрол над официалния партиен уебсайт. Това следва разрива в партията след изборите, където парламентарната група се разцепва на два лагера. Противоречието около Пеевски води до обособяването на две групи , ДПС – Ново начало и Демокрация, права и свободи, като и двете групи се регистрират като коалиции с акронима ДПС, за да заобиколят правилата на ЦИК. След като ДПС – Пеевски е призната за легитимната ДПС от Върховния административен съд на България, ДПС – Доган променяня името си на „Алианс за права и свободи“ (АПС вместо ДПС) и се регистрирa, без да посочва ДПС като член на коалицията.
ДПС – Пеевски се регистрира по електронен път на 2 септември, за да се опита да се регистрира първа от двете съревноваващи се фракции. Този ход е безпрецедентен и Централната избирателна комисия решава да позволи и на двете коалиции да участват с едно и също съкращение. След това обаче отказва и на двете регистрация.
На 11 септември ЦИК регистрира ДПС – Ново начало за вота и отказва самостоятелна регистрация на партия ДПС. След като гласува регистрацията на „ДПС – Ново начало“, ЦИК разглежда и отказва регистрация за участие в изборите на партия ДПС, представлявана от Джевдет Чакъров.
На изборите на 27 октомври ДПС - Ново Начало получава 11.17 % от гласовете и 30 депутати в народното събрание. В преговорите за съставяне на правителство между ГЕРБ-СДС, БСП - Обединена левица и ИТН. ДПС - Певски твърди, че опитите за изключването им са недемократични и опит за отместване на интересите на избирателите от етническите малцинства. 

## Официален състав
В предизборната коалиция „Движение за права и свободи – Ново начало“ влизат следните партии:
- Движение за права и свободи (ДПС), с лидер Делян Пеевски
- Български глас, с лидер Георги Попов
- Новите лидери, с лидер Иванка Митева